# EDS (motoryzacja)
EDS (niem. Elektronische Differentialsperre) lub EDL (ang. Electronic Differential Lock) elektroniczna blokada mechanizmu różnicowego. Jeden z typów układów kontroli trakcji pełniący funkcje podobne do mechanizmu blokady układu różnicowego, czyli umożliwienie przeniesienia napędu na koło o dobrej przyczepności gdy drugie koło utraciło przyczepność, ale bez blokowania mechanizmu różnicowego. Poprawia bezpieczeństwo i pewność prowadzenia auta.
System rozpoznaje poślizg kół napędzanych poprzez analizę sygnałów z czujników ABS-u. Jeśli obroty kół są różne, to wyhamowuje koło obracające się szybciej. Dzięki temu koła napędowe pojazdu nie wpadają w poślizg, co umożliwia np. ruszenie z miejsca pojazdem, gdy koła napędowe stoją na nawierzchni o różnym współczynniku przyczepności. System EDS działa przy prędkości mniejszej niż ok. 40 km/h. System EDS nie może być montowany bez systemu ABS, ponieważ korzysta z czujników i systemu hamowania ABS-u.
EDS jest często stosowany w samochodach przeznaczonych do jazdy po drogach asfaltowych, ale wykonanych na podobieństwo pojazdów o charakterze terenowym. Stosuje się tam EDS, aby auto w terenie radziło sobie tak, jak samochód terenowy z blokadą mechaniczną układu różnicowego. Negatywną cechą EDS jest to, że podczas jazdy w trudnym terenie mogą ulec przegrzaniu hamulce. W takim przypadku EDS wykryje nadmierną temperaturę hamulca i wyłączy EDS, aby nie doprowadzić do uszkodzenia hamulców. Przegrzanie hamulców może nastąpić nawet po ok. 200 metrach jazdy terenowej. System EDS jest zazwyczaj elementem elektronicznej kontroli pracy silnika (np. ESP, ASR), który potrafi zmienić moc silnika wykrywając różnice w obrotach kół napędzanych i nienapędzanych.